# 怪談 (1965年の映画)
『怪談』（かいだん、英題：Kwaidan）は、1965年（昭和40年）公開の日本映画である。文芸プロダクションにんじんくらぶ製作、東宝配給。監督は小林正樹。カラー、東宝スコープ。

## 概要
小泉八雲の『怪談』に収録されている「雪女」「耳無芳一の話」と『明暗』に収録されている「和解」（映画では「黒髪」）と『骨董』に収録されている「茶碗の中」の4つの怪談話を映画化したオムニバス作品。構想に10年を要し、9ヶ月の撮影期間と多額の予算をかけて製作された。1964年（昭和39年）12月29日に東京・有楽座で先行公開され、1965年（昭和40年）2月から一般公開された。
公開当時の日本国内での興行は芳しくなかったが海外では高く評価され、第18回カンヌ国際映画祭で審査員特別賞を受賞した。
国内では183分の完全版で上映されたが、カンヌ国際映画祭では161分に編集して公開された。その後183分の原版のフィルムが紛失したため、161分のバージョンが出回っていた。やがて原版が発見され、修復を経て2003年（平成15年）に東宝からオリジナル完全版のDVDが発売された。

## あらすじ
黒髪
昔の京都。貧しかった武士の男は、妻を捨てて遠い任地に向かい、良い家柄の娘と結婚する。しかし、その娘はわがままで冷酷な女だった。男はいつも前の妻のことを思い出し、自分の身勝手さを反省した。
やがて任期を終えて京にもどった男は妻のいる家に向かうが、そこには機織をしている妻の姿があった。男はそれまでの自分を詫び、妻をいたわり、一夜を共にするが、夜が明け男が目を覚ますと、横に長い黒髪があった。それは妻の髑髏の頭から生えていた。恐れて逃げ惑う武士であったが、やがて武士も呪われて死んでいった。

雪女
武蔵国の巳之吉は、木樵の茂作と森へ薪を取りに行くが吹雪にあい、森の中の山小屋に一泊することになった。その夜、巳之吉は白い着物姿の女を目撃する。女は茂作に白い息を吐いて凍死させ、巳之吉に「今夜見たことを誰にも話してはいけない。もし話したらお前を殺す」と言って小屋から消えた。
1年後、森へ薪を取りに行った巳之吉は、その帰り道で若くて美しいお雪という女性に出会い、彼女と結婚し3人の子宝に恵まれた。村の女たちからも羨ましがられ、幸せに暮らしていたある吹雪の夜、巳之吉はお雪の顔を見て、ふと10年前に山小屋で会った雪女のことを面白可笑しく話し出してしまう。戸惑いながらも話を聞き終えたお雪は「その女は私。さても子らを不幸せにすれば命は無いものを……」と、言い残して吹雪の中へ消えていった。

耳無芳一の話
壇ノ浦の戦いで平家は滅亡する。700年後。盲目の琵琶法師の芳一は、ある夜、彼の前に現れた甲冑姿の男に「高貴な人に琵琶を聴かせるために迎えに来た」と言われ、ある場所に連れていかれる。芳一はそこで『平家物語』の壇ノ浦の合戦のところを琵琶で奏でて唄う。それから武士は毎晩芳一を迎えに現れ、芳一も繰り返し琵琶を奏でるのだった。寺の住職は毎晩どこかに出かける芳一を心配して、寺男の矢作と松造に芳一の後をつけさせる。その夜、芳一の後をつけた寺男が見たのは、人魂が飛び交う平家の墓場の前で琵琶を奏でる彼の姿だった。住職は平家の怨霊に取り憑かれた芳一の体全部に般若心経を書きつける。その夜、いつものように芳一を迎えに来た武士は何度も芳一の名を呼ぶが、返事がない。しかし、空中に耳が2つ浮かんでいたのでその耳を引きちぎって持って帰っていった。両耳を押さえ悶絶する芳一。住職は芳一の耳にだけお経を書くのを忘れていたのである。その後、芳一は耳無芳一と呼ばれ、その名声は遠方まで聞こえたという。

茶碗の中
中川佐渡守の家臣の関内は、年始廻りの途中、茶店で水を飲もうと茶碗に水を汲み、顔を近づけるが、茶碗の水に見知らぬ男の顔が映っているのに気付く。水を入れ替えたり茶碗を変えたりしても、同じ男の顔が映っていた。結局彼は男の顔が映った水を飲み干した。その夜、夜勤している関内のもとに、式部平内と名乗る一人の若侍が現れる。その男は昼間、茶碗の中に現われた男だった。関内は彼を斬りつけるが消えてしまった。屋敷に戻った関内は、3人の侍の来訪を受ける。平内の家臣と称する3人は「主人があなたに斬られて療養中である。来月16日に必ず恨みを果たしに来る」と言った。関内は3人に斬りつけるのだった。
この物語は、明治32年（1899年）、作家が古くから伝わる結末のない奇怪な物語をひとつの結末を書こうとしたものである。作家のもとに版元が訪ねる。おかみさんは作家を探すがどこにもいなかった。版元は作家の書きかけの原稿を手にした。「人の魂を飲んだ者の末路は……」そのとき、おかみさんが水瓶を指さして悲鳴を上げた。版元も水瓶に近づくと、水瓶の中に作者が映り、手招きをしていたのであった。

## キャスト
黒髪
- 妻[5][3]（第一の妻[2]）：新珠三千代
- 第二の妻[出典 2]：渡辺美佐子
- 武士[出典 2]：三国連太郎（東映）
- 父[出典 3]：石山健二郎
- 母[出典 3]：赤木蘭子
- 乳母[出典 3]：北原文枝
- 世話人[出典 3]：松本克平
- 侍女[出典 3]：家田佳子
- 世話人の妻[出典 3]：月宮於登女
- 従者[出典 3]：田中謙三
- 殿様[出典 3]：中野清

雪女
- 巳之吉[出典 2]：仲代達矢
- お雪（雪女）[出典 2]：岸惠子
- 母[出典 3]：望月優子
- 村の女[出典 3]：菅井きん、千石規子、野村昭子
- 船頭[出典 3]：浜田寅彦
- 茂作[出典 3]：浜村純

耳無芳一の話
- 耳無芳一[出典 2]：中村賀津雄
- 甲冑の武士[出典 2]：丹波哲郎
- 住職[出典 3]：志村喬
- 源義経[出典 3]：林与一
- 建礼門院[出典 3]：村松英子
- 矢作[出典 3]：田中邦衛
- 平知盛[出典 3]：北村和夫
- 貴人[出典 3]：中谷一郎
- 呑海[出典 3]：友竹正則
- 松造[出典 3]：花沢徳衛
- 二位[出典 3]：夏川静枝
- 平教盛[出典 3]：龍岡晋
- 上﨟[出典 3]：北城真記子
- 漁師[出典 3]：桑山正一
- 平経盛[出典 3]：鶴丸睦彦
- 漁師[出典 3]：谷晃
- 弁慶[出典 3]：近藤洋介
- 平宗盛[2]：山本清
- 山鹿秀遠[2]：小美野欣二
- 平教経[出典 3]：中村敦夫
- 源氏の武士[2]：関口銀三
- 安芸の太郎[2]：宮部昭夫
- 漁師[2]：永井玄哉
- 河野通信[2]：内田透
- 源八広綱[2]：神野光
- 源氏の武士[2]：福原駿雄
- 佐藤忠信[2]：阿部希郎
- 平有盛[2]：八木俊郎
- 大納言佐の局[2]：阿部百合子
- 安徳天皇[出典 3]：佐藤ユリ
- 悪七兵衛景清[2]：佐藤京一
- 伊勢義盛[2]：相川延夫
- 平行盛[2]：児玉泰次
- 平資盛[2]：前田信明
- 平清宗[2]：柴田光彦
- 武将[2]：梶春雄
- 安芸の次郎[2]：義那道夫
- 安芸の次郎の郎党[2]：田部誠二
- 女官[2]：成田光子、三倉紀子、長山藍子
- 貴族の女[2]：中畑道子

茶碗の中
- 武士関内[出典 2]：中村翫右衛門
- 作者及びその声[出典 3]（作家[3]）：滝沢修
- おかみさん[出典 3]：杉村春子
- 出版元[出典 3]：中村鴈治郎（大映）
- 式部平内[出典 2]：仲谷昇
- 老爺[出典 3]：宮口精二
- 平内の家来[出典 3]（松岡文吾[5]）：佐藤慶
- 鈴江[出典 3]（関内の妹）：奈良岡朋子
- 関内の同僚[出典 3]：神山繁
- 関内の同僚[出典 3]：田崎潤
- 関内の同僚[出典 3]：織本順吉、小林昭二、青木義朗
- 平内の家来[出典 3]（土橋久蔵[5]）：天本英世
- 平内の家来[出典 3]（岡村兵六[5]）：玉川伊佐男

## スタッフ
参照
- 監督：小林正樹
- 製作：若槻繁
- 脚本：水木洋子
- 原作：小泉八雲
- 撮影監督：宮島義勇
- 音楽音響：武満徹(補佐 秋山邦晴 奥山重之助 鈴木明)
- 美術：戸田重昌
- 録音：西崎英雄
- 色彩技術顧問：碧川道夫
- 題字：勅使河原蒼風
- タイトルデザイン：粟津潔
- 協賛：東洋工業株式会社

## 製作
『怪談』の映画化はにんじんくらぶ代表取締役の若槻繁が学生時代に着想していたもので、にんじんくらぶが映画製作業務を開始する際に若槻が映画監督の小林正樹にこの企画を語ったことで製作実現に動き出した。当初は松竹に企画が持ち込まれたが製作中止となり、その後配給権が東宝へ移り製作開始に至った。1964年3月にクランクインし、7月には完成予定であったが12月まで延び、制作費も1億円の予定が3億円まで膨れ上がった。しかし、興行収入は3億円には及ばず、これが原因でにんじんくらぶは倒産した。
監督の小林正樹は本作品が初のカラー映画であった。エピソード毎に配色を変えて差別化を図っている。
使用するエピソードの選定は、脚本を担当した水木洋子によって行われた。
撮影のほとんどはセット内で行われた。スタジオには日産車体工機所有の格納庫が使用され、高さ9メートル・総延長220メートルの巨大なホリゾント、約600坪の大広間セット、和船10隻が浮かべられるプールなど大規模なセットが用意された。合成などの特撮技術を用いてはいるもののそれを前面には出しておらず、いわゆる東宝特撮作品には含まないとする見解が一般的である。

## 音楽
音楽は武満徹が担当したが、本作品では琵琶唄以外の楽曲を通常の楽器演奏ではなくテープ録音したものに電気処理を加えたミュジーク・コンクレートで手掛けており、武満の肩書も「音楽音響」となっている。
「黒髪」での武士が黒髪から逃げるシーンでの衝撃音は、青竹を折った音や諏訪湖の神渡りの音などを加工している。
「雪女」での風や吹雪の表現には、尺八の音を加工したものや、サヌカイトを叩いた音を録音したテープをカットし間に白味のテープを入れて再録音したものなどを用いている。
「耳無し芳一の話」での琵琶唄「壇ノ浦」は、薩摩琵琶の第一人者である鶴田錦史が本作品のために描き下ろした。鶴田は本作品の制作費を出資しているほか、本作品をきっかけに武満が作曲した「ノヴェンバー・ステップス」の初演にも参加した。琵琶唄以外の曲は、能楽師の謡いを加工している。
「茶碗の中」での侍たちの表現には、三味線と人声を加工したものを用いている。

## 受賞歴
- 第18回カンヌ国際映画祭 審査員特別賞
- ローマ国際映画祭 監督賞[11]
- 第38回アカデミー賞 外国語映画賞（ノミネート）[12]
- 第38回キネマ旬報ベスト・テン日本映画 第2位
- 第20回毎日映画コンクール 撮影賞、美術賞
- 第19回日本映画技術賞（中村明）[13]